# Pseudomorpha castanea
Pseudomorpha castanea är en skalbaggsart som beskrevs av Thomas Casey. Pseudomorpha castanea ingår i släktet Pseudomorpha och familjen jordlöpare. Inga underarter finns listade i Catalogue of Life.